# Ханс фон Клингенберг
Ханс фон Клингенберг (на немски: Hans von Klingenberg; † 9 април 1388 при Нефелс, Швейцария) от род Клингенберг от Тургау, е рицар, фогт фон Радолфцел на Бодензее.

## Произход
Той е син на Хайнрих (Хайнтцел) фон Клингенберг († 12 май 1352) и съпругата му Маргарета фон Файхинген († сл. 1355), дъщеря на граф Конрад VI фон Файхинген († сл. 26 септември 1356). Внук е на Ханс (Йохан) фон Клингенберг († 26 август 1346). Правнук е на Улрих фон Клингенберг († 22 август 1314), губернатор на Констанц, и Маргарета фон Шинен. Праправнук е на рицар Улрикус де Клингинбере († 1274), фогт в Тургау, и Вилебургис фон Кастел († 1305), които са родители на Хайнрих II фон Клингенберг († 1306), епископ на Констанц (1293 – 1306), и Конрад фон Клингенберг († 1340), епископ на Бриксен (1322 – 1324) и Фрайзинг (1324 –1340).
Ханс фон Клингенберг е убит на 9 април 1388 г. в битката при Нефелс (1387 – 1389), кантон Гларус, Швейцария.

## Фамилия
Ханс фон Клингенберг се жени пр. 1382 г. за Еуфемия (Офемия) фон Гунделфинген († 13 януари или 6 август 1406), дъщеря на Свигер X фон Гунделфинген († ок. 6 март 1384) и Агнес фон Цолерн-Шалксбург († 26 януари 1398), дъщеря на граф Фридрих III фон Цолерн-Шалксбург († 1378) и София фон Шлюселберг († 1361). Те имат един син:
- Каспар фон Клингенберг († 1439), господар на Хоентвил, капитан на рицарите на „Св. Георг Щит“, императорски съветник при император Сигизмунд, женен сл. 27 декември 1399 г. за Маргарета Малтерер, вдовица на Хайнрих фон Хахберг († 27 декември 1399), дъщеря на рицар Мартин Малтерер († 1386, битка при Земпах), господар на Валдкирх, фогт в Елзас, Зундгау, Бризгау, и Анна фон Тирщайн († 1401); имат един син:
  - Йохан (Ханс) фон Клингенберг († ок. 1478), фогт в Тургау, женен ок. 1424 г. за графиня Валбурга фон Валдбург († 1478); няма деца